# Время (вестник)
„Время“ е български цариградски седмичен вестник, издаван в периода между 1865 и 1867 г. Редактор и собственик на вестника е Тодор Стоянов Бурмов.
Вестникът си поставя за цел „да спомага на българскийт народ да достигне чрез добиването на законните си правдини, чрез доброто си уреждане и чрез образованието до оная степен на благосъстояние, на развитие на нравствените и материалните сили, което му прилича.“
Вестникът е проводник на идеи близки до умереното течение сред българските участници в църковната борба. Противопоставя се на католическата пропаганда, призовава за реформи в образованието и отхвърля проекта на Мидхат паша за общи училища за християни и мюсюлмани. Подпомагано с парични средства от руското посолство в Цариград.
През 1866 г. в 3 последователни броя на вестника е обнародвано за първи път едно от най-известните слова на Григор Пърличев – „Чувай ся себе си“, произнесено на български по случай края на учебната година в гръцкото училище в Охрид.